# Fellow
I den akademiske verden er en fellow et medlem af en gruppe lærde mennesker, der f.eks. kan arbejde sammen om et fælles mål om gensidig udveksling af viden og praksis. Stipendiaterne kan omfatte gæsteprofessorer, postdocforskere og ph.d.-forskere.

## Eksempler på akademiske fellowships
- Fellow af American Academy of Arts and Sciences
- Fellow i American Institute of Architects
- Fellow i Association for Computing Machinery
- Fellow af Balliol College (ved University of Oxford)
- Fellow af Hudson Institute (tænketank)
- Fellow af Oriel College (ved University of Oxford)
- Fellow of the Royal Society of London for the Improvement of Natural Knowledge
- Fellow ved University of Essex

andre
- IBM Fellow (hos IBM)
- Fellow af Canadaordenen